# Конигово
Конигово (баш. Кониг) — деревня в Янаульском районе Республики Башкортостан Российской Федерации. Входит в состав Шудекского сельсовета. 

## География

### Географическое положение
Находится на реке Шудэк. Расстояние до:
- районного центра (Янаул): 7 км,
- центра сельсовета (Шудек): 3 км,
- ближайшей ж/д станции (Янаул): 7 км.

## История
Деревня основана по договору 1683 года о припуске на вотчинных землях башкир Уранской волости Осинской дороги ясачными удмуртами, перешедшими впоследствии в сословие тептярей.
В 1795 году их насчитывалось 176 человек обоего пола, в 1834 году — 39 дворов и 240 жителей. В 1842 году у жителей деревни имелось 110 лошадей, 80 коров, по 200 овец и коз. Пчеловоды имели 30 бортей, была мельница. В 1859 году — 348 жителей.
В 1870 году — деревня Канигова 3-го стана Бирского уезда Уфимской губернии, 51 двор и 344 жителя (169 мужчин и 175 женщин). Жители, кроме сельского хозяйства, занимались лесным промыслом.
В 1896 году в деревне Конигова Байгузинской волости IV стана Бирского уезда — 47 дворов, 305 жителей (159 мужчин, 146 женщин).
В 1906 году — 298 человек, водяная мельница.
В 1920 году по официальным данным в деревне 39 дворов и 243 жителя (110 мужчин, 133 женщины), по данным подворного подсчета — 253 удмурта (некоторые из них — удмурты-тептяри) в 40 хозяйствах.
В 1926 году деревня относилась к Янауловской волости Бирского кантона Башкирской АССР.
В 1939 году в деревне 225 жителей, в 1959 году — 199. Во время Великой Отечественной войны действовал колхоз имени Кирова.
В 1982 году население — около 150 человек.
В 1989 году — 152 человека (71 мужчина, 81 женщина).
В 2002 году — 144 человека (62 мужчины, 82 женщины), удмурты (94 %).
В 2010 году — 142 человека (60 мужчин, 82 женщины).

## Население
| 2002 | 2009 | 2010 |
| ---- | ---- | ---- |
| 144  | ↗171 | ↘142 |